# Vævertøsen
Vævertøsen er en amerikansk stumfilm fra 1917 af Frank Reicher.

## Medvirkende
- Ethel Barrymore som Maris
- Frank Mills som Dwight Alden
- Jack W. Johnston som Lynch
- Charles Sutton
- Kaj Gynt som Kate